# Gheorghe Vrănceanu
Gheorghe Vrănceanu (né le 30 juin 1900 à Valea Hogei, un village de la commune de Lipova dans le județ de Bacău, en Roumanie et mort le 27 avril 1979 à Bucarest) est un mathématicien spécialiste de géométrie.

## Biographie
Vrănceanu étudie, grâce à une bourse, les mathématiques à partir de 1919 à l'université Alexandru Ioan Cuza de Iași. Il devient assistant au séminaire de mathématiques en 1921 et termine ses études en 1922. En 1923 il va à l'université de Göttingen auprès de David Hilbert et ensuite à l'université de Rome « La Sapienza », où il soutient une thèse de doctorat en 1924 auprès de Tullio Levi-Civita (titre de la thèse :Sopra una teorema di Weierstrass e le sue applicazioni alla stabilita). Il retourne ensuite Iași. Il découvre en 1926 les espaces nonholonomes qu'il présente en 1928 au Congrès international des mathématiciens de Bologne ce qui le fait connaître. Il est nommé professeur non titulaire à Iași, sélourne en 1927-1928 avec une bourse Rockefeller à Paris où il travaille avec Élie Cartan, puis il séjourne aux États-Unis à l'université Harvard et à l'université de Princeton où il côtoie George David Birkhoff et Oswald Veblen. On lui suggère de tenter une carrière universitaire aux États-Unis , mais il préfère retourner en Roumanie. En 1929 il devient professeur à l'université Cernauti (« universitatea Regele Carol I din Cernăuţi », nom de l'université nationale de Tchernivtsi quand elle était roumaine) et en 1939 il est nommé professeur à l'université de Bucarest à la suite de Gheorghe Țițeica. En 1948 il est titulaire de la chaire de géométrie et topologie, jusqu'à sa retraite en 1970.

## Recherche
Les recherches scientifiques de Gheorghe Vrănceanu étaient centrées sur la géométrie (où il a fait des recherches dans de nombreux domaines) et son application en mécanique. Il a écrit plusieurs manuels, y compris sur la géométrie différentielle (son livre a été traduit en français et en allemand).
En 1928, il a introduit, lors du  Congrès international des mathématiciens de Bologne les variétés  non holonomes (« Parallelisme et courbure dans une variété non holonome ») qui, dans la terminologie contemporaine, sont des variétés lisses munies d'une distribution lisse qui n'est généralement pas intégrable. À peu près au même moment, le concept a été introduit par John L. Synge], et d'autres contributions importantes ont été faites par les mathématiciens russes Viktor Wagner (en) et Jan A. Schouten. Ces variétés sont nées de la nécessité de trouver un analogue géométrique pour les systèmes mécaniques non holonomes. Élie Cartan lui-même a également travaillé sur ce thème.
Gheorghe Vrănceanu était également actif politiquement et était, en 1944, l'un des fondateurs d'un parti qui s'opposait à un autre combat contre l'Union soviétique.
Gheorghe Vrănceanu fut éditeur de la Revue roumaine de mathématiques pures et appliquées et s'appliqua à nouer des contacts internationaux par l'organisation de conférences et des invitations de professeurs.
Vrănceanu a participé à l'édition des Œuvres complètes d'Élie Cartan. Parmi ses doctorants, il y a notamment Kostake Teleman (de) et Henri Moscovici (de).

## Distinctions
- Élu membre correspondant (1946), et membre titulaire (1955) de l'Académie des sciences de Roumanie
- Président de la section de mathématiques de l'Académie des sciences de Roumanie (1964)
- Docteur honoris causa de l'université de Bologne
- Docteur honoris causa de l'université Alexandru Ioan Cuza de Iași
- Élu membre de l'Académie royale des sciences, des lettres et des beaux-arts de Belgique (1970)
- Élu vice-président de l'Union mathématique internationale, pour quatre ans (1975)

## Publications
Vrănceanu a publié de nombreux articles et ouvrages, en roumain, français ou italien. Mathematical Reviews liste plus de 200 entrées, Zentralblatt MATH autour de 240.
- Opera matematica, 4 volumes, Bucarest, 1969-1977
- Les espaces non holonomes, Paris, Gauthier-Villars, coll. « Mémorial des sciences mathématiques » (no 76), 1936, 70 p. (lire en ligne)
- Interprétation géométrique des processus probabilistiques continus, Paris, Gauthier-Villars, coll. « Mémorial des sciences mathématiques » (no 167), 1969, 72 p. (BNF 33219129, lire en ligne)

Vrănceanu a publié des  Leçons de géométrie différentielle 4 volumes, en plusieurs éditions et en plusieurs langues : en roumain, aux Editura Academiei Republicii Socialiste România, en français, chez Gauthier-Villars, en allemand, 
(Vorlesungen über Differentialgeometrie, Berlin, Akademie Verlag 1961).